# 日本共産党中央委員会議長
日本共産党中央委員会議長（にほんきょうさんとうちゅうおういいんかいぎちょう）は、日本共産党の中央委員会総会で選出される中央委員会の議長である。第3代議長の不破哲三が第24回党大会で退任し、18年間空席であったが、2024年の第29回党大会で志位和夫が幹部会委員長を退任した後に第4代議長に就任した。いわゆる「党三役」にあたる要職の一つであり、党内では事実上の最高職として扱われた。

## 概説
日本共産党の「規約」は個人の職務としての「党首」を置いておらず、中央委員会が組織として対外的に党を代表している。形式上は党内最上位の地位となるが、初代議長となった野坂参三の時代は、名誉職的な色彩を帯びていたが、宮本顕治は議長としても実質的最高指導者であり続けた。さらに1997年の第21回党大会で規約が改正され、非常設の役職となった。現在までに4人の議長が存在した。そのうち、宮本顕治、不破哲三、志位和夫の3名は委員長退任後、議長に就任している。

## 日本共産党議長一覧
| 代 | 議長 | 議長     | 在任期間        | 備考                 |
| -- | ---- | -------- | --------------- | -------------------- |
| 1  |      | 野坂参三 | 1958年 - 1982年 | 1977年まで参議院議員 |
| 2  |      | 宮本顕治 | 1982年 - 1997年 | 1989年まで参議院議員 |
| 3  |      | 不破哲三 | 2000年 - 2006年 | 2003年まで衆議院議員 |
| 4  |      | 志位和夫 | 2024年 - 現職   |                      |